# Hanna Sjöstrand
Hanna Sjöstrand, född 30 januari 1978 i Karlskoga, är en svensk konstnär. Hon har studerat vid Konsthögskolan i Malmö.
Hon är barnbarn till konstnären Bogga Bergström.

## Stipendier och utmärkelser
- Tvåårigt arbetsstipendium Statens Kulturråd 2017
- NK Dale residency 2016
- Malmö Kulturstöds Ateljé stipendium 2015
- Ettårigt arbetsstipendium Statens Kulturråd 2014
- Ellen Trotzigs stipendium 2013
- VinUnic Konst stipendium 2012
- Malmö Kulturstöds Ateljé stipendium 2012
- Malmö Kulturstöds Ateljé stipendium 2010
- Konst runt Möckeln, Ungdomsstipendiat 2009
- Edstrandska Stiftelsens Stipendium till avgångselever 2009
- Malmö Konststudio Stipendium 2008